# Trnava (Drava)
Trnáva je levi pritok Drave pri Središču ob Dravi v skrajnem vzhodnem delu Slovenskih goric. Njen začetek je v gozdnati grapi pod vasjo Vrbovica v severnem delu Medžimurskih goric na Hrvaškem, sprva teče proti jugu po razmeroma široki, mokrotni dolini, nato zavije proti jugozahodu. Pri vasi Preseka se ji z desne pridruži potok Šantavec, pod vasjo pa doseže slovensko-hrvaško državno mejo, kjer se ji z desne pridruži istoimenski pritok (Trnava) iz Vuzmetincev. Ko vstopi na slovensko ozemlje, teče proti jugu po široki dolini, nato skozi Središče ob Dravi, nekaj niže pa se izlije v enega od starih rokavov Drave.
Na hrvaškem ozemlju je potok ostal v naravnem stanju in živahno vijuga po dolinskem dnu, obdan z gostim obvodnim rastlinjem. Mestoma so ob njem tudi obsežnejši logi, drugod segajo njivske površine in travniki vse do struge potoka. Dolinsko dno je večinoma neposeljeno, saj je mokrotno in izpostavljeno poplavam. Tudi na slovenskem ozemlju je potok ostal v naravnem stanju, reguliran je le skozi Središče ob Dravi in naprej do izliva. Ob dolgotrajnejših padavinah so najnižji deli dolinskega dna lahko za krajši čas poplavljeni. Del vodotoka med Godeninci in Središčem ob Dravi je 
zaradi dobro ohranjenih delov struge in obvodnega rastja vključen v seznam naravnih vrednot lokalnega pomena.
Po spodnjem delu doline ter mimo vasi Godeninci in Preseka je v rimski dobi potekala pomembna cesta Poetovio–Savaria.